# Messier 15
Messier 15 hay M15 (còn gọi là NGC 7078) là một cụm sao cầu trong chòm sao Phi Mã (Pegasus). Nó được Jean-Dominique Maraldi phát hiện năm 1746 và được đưa vào danh lục các thiên thể giống sao chổi của Charles Messier năm 1764. Với ước tính khoảng 13,2 tỷ năm tuổi, nó là một trong những cụm sao cầu già nhất đã biết.
M15 cách Trái Đất khoảng 33.600 năm ánh sáng. Nó có cấp sao tuyệt đối là -9,2, tương ứng với độ chiếu sáng tổng cộng khoảng 360.000 lần cao hơn độ chiếu sáng của Mặt Trời. Messier 15 là một trong những cụm sao cầu tập trung dày dặc nhất đã biết trong dải Ngân Hà. Phần lõi của nó đã trải qua một sự co lại gọi là 'sụp đổ lõi' và có một chỏm mật độ trung tâm với một lượng to lớn các ngôi sao bao quanh cái có lẽ là một hố đen trung tâm
Messier 15 chứa 112 sao biến quang đã biết, một lượng khá cao. Nó cũng chứa ít nhất là 8 sao xung, bao gồm 1 hệ sao neutron đôi là M15 C. Ngoài ra, M15 cũng chứa Pease 1, một trong số 4 tinh vân hành tinh đã biết là nằm trong phạm vi một cụm sao cầu, được phát hiện năm 1928.
Đối với các nhà thiên văn nghiệp dư thì Messier 15 xuất hiện như một ngôi sao mờ nhạt trong các kính viễn vọng nhỏ nhất. Các kính viễn vọng trung bình và lớn (ít nhất 6 in./150 mm đường kính) sẽ có khả năng phân giải các ngôi sao riêng lẻ, với các ngôi sao sáng nhất có cấp sao biểu kiến khoảng +12,6.

## Thư viện ảnh

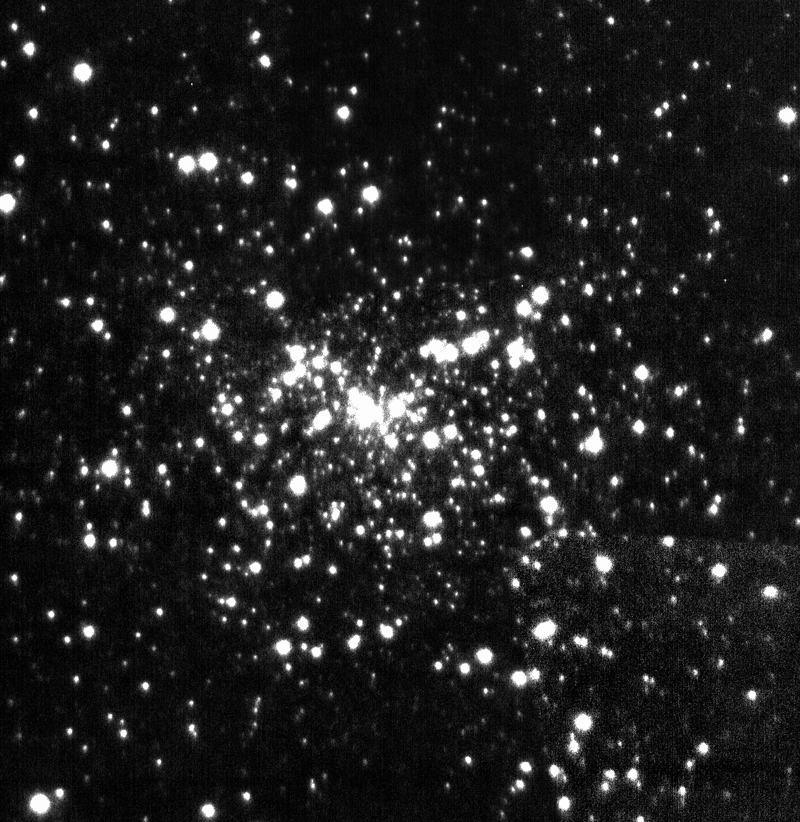
Một phút cung vuông trung tâm của M15, được chụp bằng công nghệ chụp hình may mắn (lucky imaging).
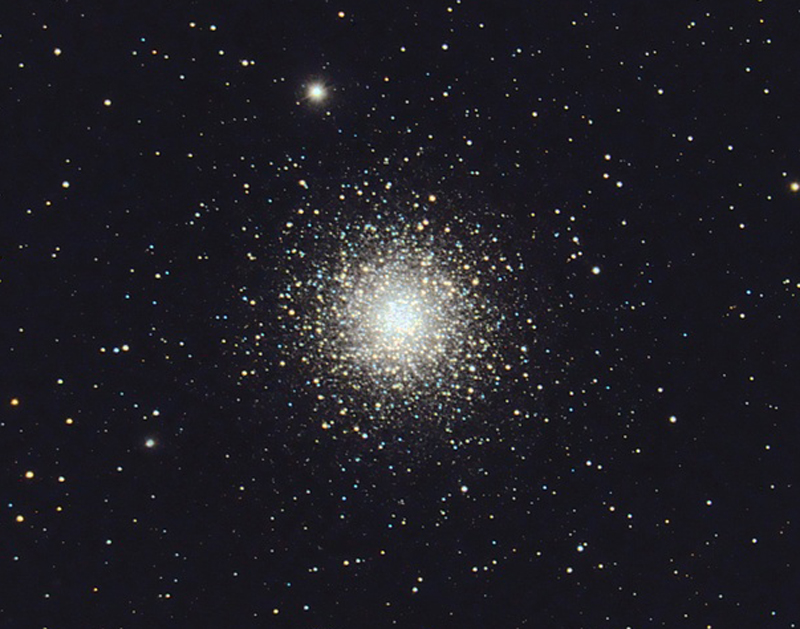
Messier 15 nhìn qua kính thiên văn nghiệp dư